# 沙斯塔山
沙斯塔山（英語：Mount Shasta）是位於美國加利福尼亞州的一座的休火山，由安山岩組成的圓錐形火山。沙斯塔山位於喀斯喀特山脈南部，為喀斯喀特山脈中的第二高峰（僅次於雷尼爾山），加利福尼亞州的第五高峰。在當地原住民的信仰中，沙斯塔山擁有崇高的地位。在過去的10000年中，沙斯塔山平均每800年就會噴發一次；最近的4500年中，則平均每600年就噴發一次，最近的一次噴發是在1786年。

## 外部連結
- . SnowCrest Inc.   [2019-05-03].
- .   [2011-05-08]. 原始内容存档于2009-02-02.
- . SummitPost.org.
- . Bivouac.com.   [2011-05-07].
- . College of the Siskiyous.   [2011-05-08]. （原始内容存档于2011-06-29）.
- . Vimeo.com.   [2011-05-08]. （原始内容存档于2010-07-07）.
- . Vimeo.com. 12 December 2009  [2011-05-08].
- . Timberline Trails.   [2011-05-08]. （原始内容存档于2014-07-02）.